# Teilhardina
Genre
Teilhardina est un genre éteint de primates primitifs ayant vécu en Europe, Amérique du Nord et Asie durant le Paléocène supérieur et l'Éocène inférieur (56 à 47 millions d'années).
George Gaylord Simpson a nommé ce genre en hommage au paléontologue Pierre Teilhard de Chardin qui en a décrit un spécimen en 1927.
Deux espèces (T. belgica et T. asiatica) semblent être liées aux ancêtres des tarsiers actuels insectivores.
Le plus ancien primate connu pourrait être Teilhardina asiatica, dont la denture et une partie du crâne, datant de 55 millions d'années, sont découvertes en 2004 dans la province du Hunan en Chine.

## Espèces
- † Teilhardina belgica
- † Teilhardina brandti
- † Teilhardina demissa
- † Teilhardina tenuicula
- † Teilhardina asiatica
- † Teilhardina magnoliana (en)